# Egeea de Sud
Egeea de Sud (greacă Περιφέρεια Νοτίου Αιγαίου) este una din cele 13 regiuni ale Greciei, subdivizată în 2 prefecturi. Capitala este orașul Ermoupoli.